# Carlo Martigli
Carlo Adolfo Martigli (Pisa, 26 dicembre 1951) è uno scrittore italiano.

## Biografia
Carlo Adolfo Martigli è nato a Pisa, ma si è subito trasferito a Livorno. Dopo gli studi classici si dedica al teatro sia come attore che come regista. Nel 1982 ottiene un premio al Festival cinematografico di Pesaro come migliore attore non protagonista ne La donna di garbo di Carlo Goldoni.
Nel 1995 pubblica la sua prima opera, Duelli, castelli e gemelli (Giunti Editore) un libro di favole in endecasillabi, illustrato da Emanuele Luzzati e riedito nel 2007. Pubblica con Mondadori Lucius e il diamante perduto (2007) e Thule l'impero dei ghiacci (2008), due fantasy ambientati all'epoca dell'impero romano. Il successo nazionale e internazionale arriva alla fine del 2009 con il romanzo 999 l'ultimo custode, best seller incentrato sulla vita di Giovanni Pico della Mirandola e pubblicato con Castelvecchi Editore, che vende più di 200.000 copie e viene tradotto in ventitre lingue. Nel gennaio 2012 esce L'eretico (Longanesi), un romanzo storico sugli anni perduti di Gesù. Dal 2008, sotto lo pseudonimo di Johnny Rosso scrive horror per ragazzi nella collana Super brividi. È voce narrante e coprotagonista nel film Sporchi da morire, uscito nel 2011 per la regia di Marco Carlucci. Nel maggio 2012 è nominato membro dell'Accademia Culturale di Rapallo. Dal giugno 2012 è spesso ospite di trasmissioni televisive quali Attualità per Vero TV e Pomeriggio Cinque per Canale 5, condotto da Barbara D'Urso. Nell'ottobre 2012 partecipa con un racconto, Lorenzo Il Ventoso, al libro Vento Noir (Falco Editore) e destina le sue royalties ad Amnesty International. Nel giugno 2014 esce il nuovo film di cui è attore e in parte sceneggiatore, La centesima Scimmia, sempre per la regia di Marco Carlucci. Nell'agosto del 2014 pubblica con Longanesi La Congiura dei Potenti, un thriller storico con protagonisti Leone X, il banchiere Fugger e Martin Lutero. Nel 2015 lancia il suo spettacolo teatrale Inganni - Le Bugie della Storia, di cui è autore e interprete.
Il 23 febbraio 2016 pubblica il romanzo La Scelta di Sigmund (Mondadori). La Follia di Adolfo (Mondadori Electa, novembre 2016) è un romanzo autobiografico, una tragicomica saga familiare (protagonista il fratello del suo bisnonno) ambientata in Toscana e condita da una serie di ricette dell'antica cucina toscana. Per Mondadori Ragazzi è uscito nel Febbraio del 2017 L'Apprendista di Michelangelo, un romanzo che segna il ritorno di Martigli al 1500. Nel gennaio 2018 è uscito La Custode di Leonardo, sempre con Mondadori, mentre ad agosto è stato pubblicato Il Settimo Peccato, un thriller legale per il grande pubblico, ambientato durante il Carnevale di Venezia nel 1503. Nel luglio 2020 è uscito per Mondadori 20 Inganni e Misteri della Storia. I suoi libri sono stati tradotti in 23 lingue e le vendite complessive superano i due milioni di copie. Nel giugno del 2021 è uscito il romanzo 999 L'Origine (Mondadori), prequel e sequel di 999 l'ultimo custode. Dopo alcune minori esperienze come sceneggiatore nel 2022 ha sceneggiato La Banda Colombo, un corto ambientato a Genova, destinato a diventare una serie tv. Martigli ha recentemente terminato una co-sceneggiatura insieme al maestro Vittorio Storaro (tre Oscar) , per un film di prossima realizzazione. Il 14 Ottobre 2025 è prevista l'uscita del Romanzo del Piccolo Messia (Solferino Editore) scritto a quattro mani con il maestro Vittorio Storaro.     

## Opere

### Come Carlo A. Martigli
- Duelli, castelli e gemelli, Giunti, Favola, 1995
- Lucius e il diamante perduto, Arnoldo Mondadori Editore, Ragazzi, 2007
- Thule l'impero dei ghiacci, Arnoldo Mondadori Editore, Ragazzi, 2008
- La resa dei conti, Castelvecchi, Economia, 2009
- Miracolo!, De Agostini, Religione Comparata, 2009
- 999 l'ultimo custode, Castelvecchi, romanzo, 2009
- Toscana misteriosa, Castelvecchi, saggio, 2010
- L'eretico, Longanesi, romanzo, 2012
- La congiura dei potenti, Longanesi, romanzo, 2014
- La Scelta di Sigmund, Mondadori, romanzo, 2016
- La Follia di Adolfo, Electa Mondadori, romanzo, 2016
- L'Apprendista di Michelangelo, Mondadori Ragazzi, romanzo, 2016
- La Custode di Leonardo, Mondadori Ragazzi, romanzo, 2018
- Il Settimo Peccato, Mondadori, 2018
- 20 Inganni e Misteri della Storia, Mondadori 2020
- 999 L'Origine, Mondadori 2021

### Come Johnny Rosso
La trilogia della bestia
1. L'ombra della Bestia (Super Brividi, Mondadori)
2. La vendetta della Bestia (Super Brividi, Mondadori)
3. L'ultima Bestia (Super Brividi, Mondadori)

La trilogia della morte
1. L'agriturismo della Morte (Super Brividi, Mondadori)
2. Scuola di Morte (Super Brividi, Mondadori)
3. La signora della Morte (Super Brividi, Mondadori)

La trilogia del sangue
1. Mezzosangue (Super Brividi, Mondadori)
2. Dinastia di Sangue (Super Brividi, Mondadori)
3. All'ultimo Sangue (Super Brividi, Mondadori)

La trilogia degli zombie
1. Scuola di Zombie (Super Brividi, Mondadori)
2. La clinica degli Zombie (Super Brividi, Mondadori)
3. Zombie-Kombat (Super Brividi, Mondadori)

La trilogia stregata
1. La chiesa Stregata (Super Brividi, Mondadori)
2. La scuola Stregata (Super Brividi, Mondadori)
3. Una vacanza Stregata (Super Brividi, Mondadori)

La trilogia dei mystery files
1. Mystery Files #1 Cosa di un altro mondo (Super Brividi, Mondadori)
2. Mystery Files #2 Terrore al chiaro di luna (Super Brividi, Mondadori)
3. Mystery Files #3 Occhi di ghiaccio (Super Brividi, Mondadori)

La trilogia dello spettro
1. Io sono uno Spettro (Super Brividi, Mondadori)
2. Caccia allo Spettro (Super Brividi, Mondadori)
3. Spettro contro Spettro (Super Brividi, Mondadori)

La trilogia dei mostri

## Filmografia
- Sporchi da morire di Marco Carlucci, ruolo: giornalista, voce narrante
- La centesima Scimmia di Marco Carlucci, ruolo: coprotagonista
- Mors tua, di Ildo Brizi e Carlo A. Martigli, ruolo: sceneggiatura e aiuto regia
- La Banda Colombo, ruolo: sceneggiatore